# موج بتا

امواج بتا

موج بتا یا ریتم بتا یک نوسان عصبی مغزی (موج مغزی) با دامنه فرکانسی بین ۱۲٫۵ تا ۳۰ هرتز (۱۲٫۵ تا ۳۰ چرخه در هر ثانیه) است. امواج بتا می‌توانند به سه قسمت تقسیم شوند: امواج بتا ضعیف (۱۲٫۵ تا ۱۶ هرتز، «بتا در دسته توان نوع اول»)، امواج بتا(۱۶٫۵ تا ۲۰ هرتز، «بتا در دسته توان نوع دو») و امواج بتا قوی (۲۰٫۵ تا ۲۸ هرتز، «بتا در دسته توان نوع سه»). امواج بتا حالتی در مغز هستند که در هوشیاری معمول اتفاق می‌افتند.

## تاریخچه
امواج بتا توسط یک روان‌شناس آلمانی به نام هانس برگر کشف و نام گذاری شد، کسی که الکتروانسفالوگرافی (EEG) را در سال ۱۹۲۴ میلادی به عنوان روشی برای ثبت فعالیت الکتریکی مغز از روی پوست سر انسان ابداع کرد. برگر موج با دامنه بالاتر و فرکانس پایین‌تر را که در قسمت پشتی سر و در زمانی که چشمان فرد مورد آزمایش بسته بود آلفا نامید. وی دامنه پایین‌تر و فرکانس بالاتر را زمانی که فرد چشمانش را باز می‌کرد، موج بتا نام گذاری کرد.

## عملکرد
بتا با دامنه پایین و فرکانس متغیر اغلب با فعالیت شدید مغزی و تمرکز زیاد ذهنی مرتبط است.
در قشر حرکتی مغز امواج بتا که در حرکات ایزوتونیک اتفاق می‌افتند و مانع تغییرات حرکات در طول و هم چنین قبل آن می‌شوند، با انقباضات ماهیچه ای مرتبط است. تولید فعالیت بتا با قوی تر شدن فیدبک حسی در کنترل استاتیکی قشر حرکتی و کاهش آن هنگام تغییر حرکات، در ارتباط است. فعالیت بتا وقتی که حرکات رو به ساکن شدن دارند و در صورت وجود تغییرات در جابه جایی، این تغییرات رو به کاهش باشد، افزایش می‌یابد. القا مصنوعی از امواج بتا تقویت شده در طول قشر حرکتی مغز از طریق یک شکل خاصی از تحریک الکتریکی که تحریک متقابل ترانس کرانانی نامیده می‌شود و ارتباط آن با انقباض هم توان، باعث تولید حرکات موتوری ضعیف تری می‌شود.

## ارتباط موج بتا با گابا (اسید گاما آمینو بوتیریک)

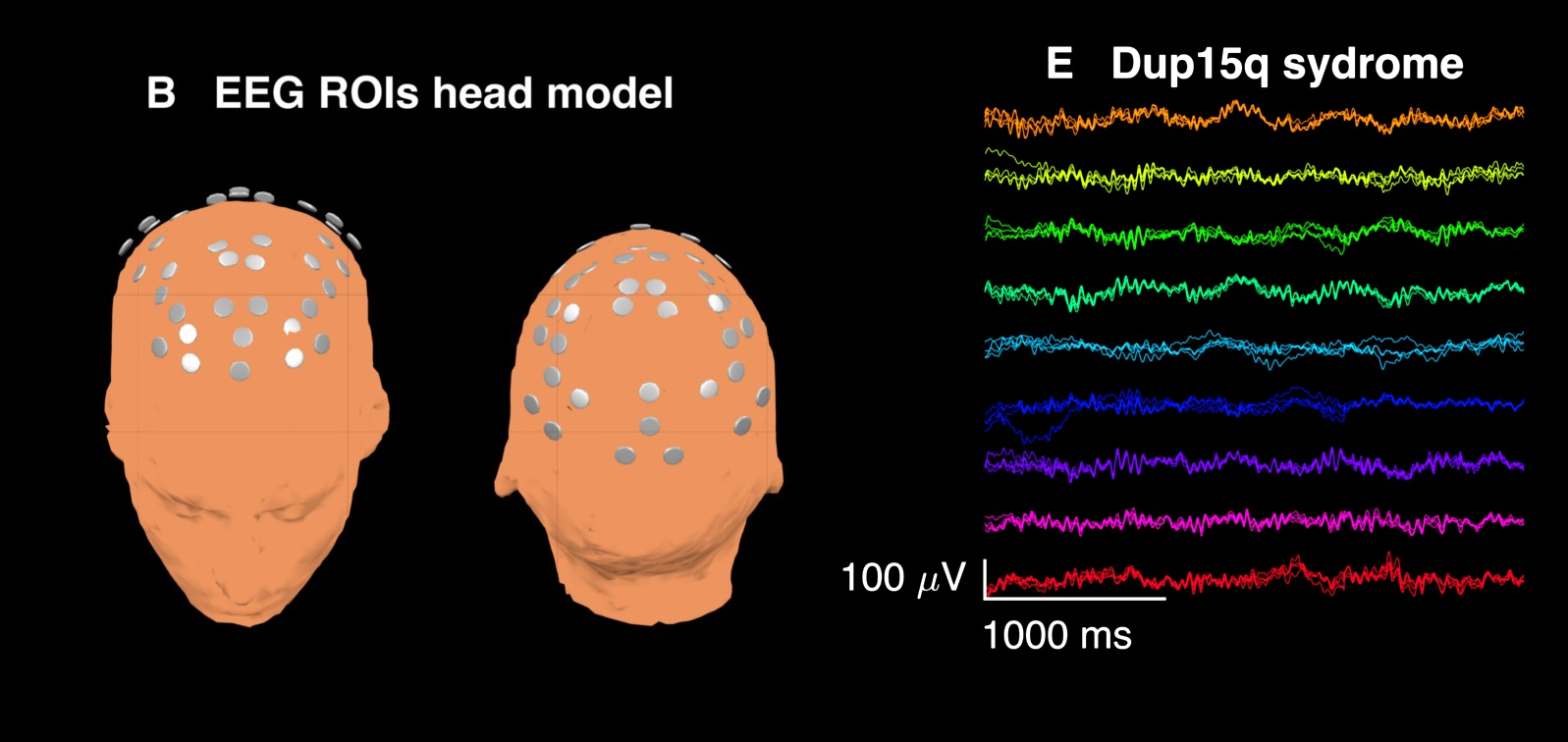
امواج بتا انتشار یافته در طول فرکانس‌های در EEG آنی که از کودک ۲۸ ماهه با سندروم Dup15q ثبت شده‌است.

امواج بتا اغلب به عنوان مهارکننده انتقالات حرکتی در قشر مغز به واسطه گاما آمینوبوتیریک اسیددر نظر گرفته می‌شوند که اساس مهارکنندگی در انتقال عصبی در سیستم عصبی پستانداران می‌باشد. بنزودیازپینها، داروهایی هستند که گیرنده‌های گابا نوع یک را که شامل امواج بتا استخراج شده در ثبت‌های الکترانسفالوگرافی از انسان ها و موش ها هستند، مدوله می‌کنند. امواج بتا خود تحریک در EEGهای ثبت شده از کودکان از طریق سندروم 15q11 نیز مشاهده شده‌است. سندروم q13.1-2 که نسخه‌هایی از گیرنده گابا نوع یک را دارد زیر مجموعه ای از ژنهای GABRA5 ،GABRB3 ،GABRG3 می‌باشد.
به همین دلیل ممکن است در موارد کلینیکی خاص، امواج بتا بیومارکر کلی خوبی از ژن گیرنده گابا نوع اول باشند یا به عبارت دیگر در عدم حضور آن‌ها انتقال گابا بی‌اهمیت می‌شود.

## امواج مغزی
- موج دلتا - (۳–۰٫۱ هرتز)
- موج تتا - (۷–۴ هرتز)
- موج آلفا - (۱۲٫۵–۸ هرتز)
- موج مو - (۱۲٫۵–۷٫۵ هرتز)
- موج بتا - (۳۰–۱۲٫۵ هرتز)
- موج گاما - (۱۰۰–۳۲ هرتز)